# Gesindehaus
Als Gesindehaus oder Häuslingshaus werden die Häuser zum Beispiel auf einem Gutshof bezeichnet, in denen das Gesinde übernachtete. Solche Einrichtungen waren nur bei Wohlhabenden anzutreffen, die sich die Mägde und Knechte auch leisten konnten. Als „Häuslinge“ wurden Landarbeiter bezeichnet, die auf dem Bauernhof ihren Dienst taten und dafür mietfrei oder gegen geringe Miete in dem Haus wohnen durften.
Im Zuge des Aussterbens von Gesinde als Beruf verloren auch die Gesindehäuser an Bedeutung. Landwirte beschäftigen heutzutage Landarbeiter. 

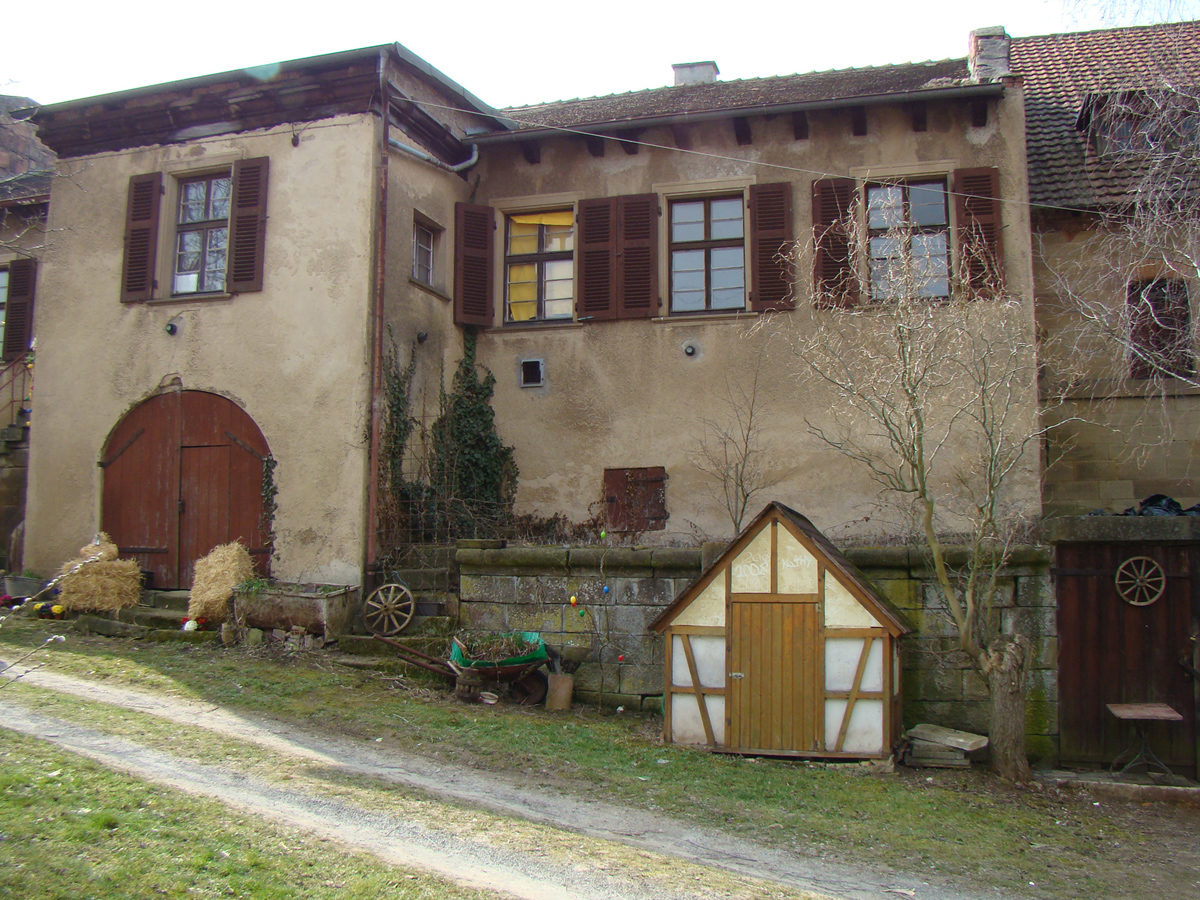
Gesindehaus des Schlosses Klingenberg
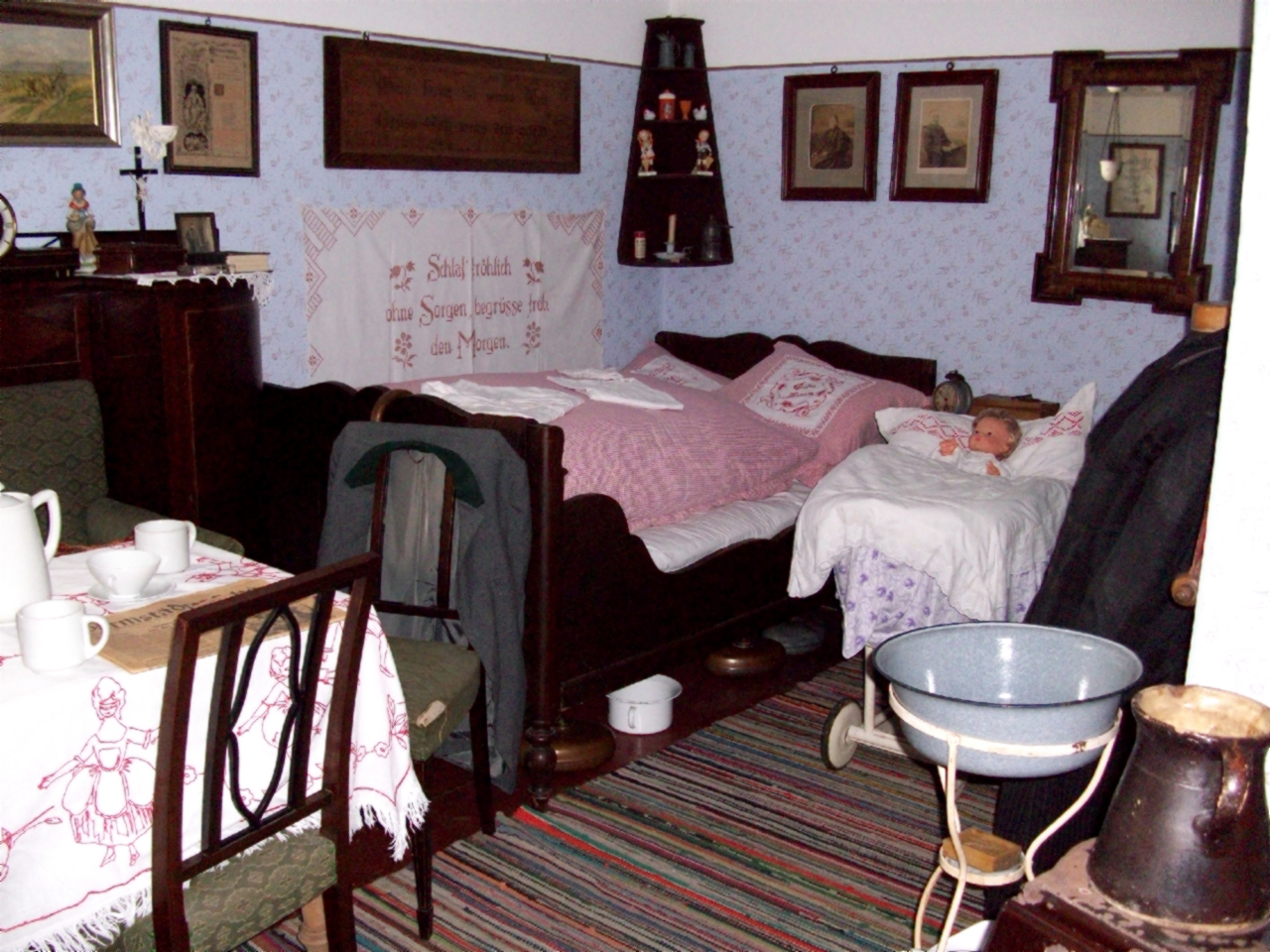
Blick in den Wohn- und Schlafbereich einer Gesindewohnung im Umstädter Museum Gruberhof
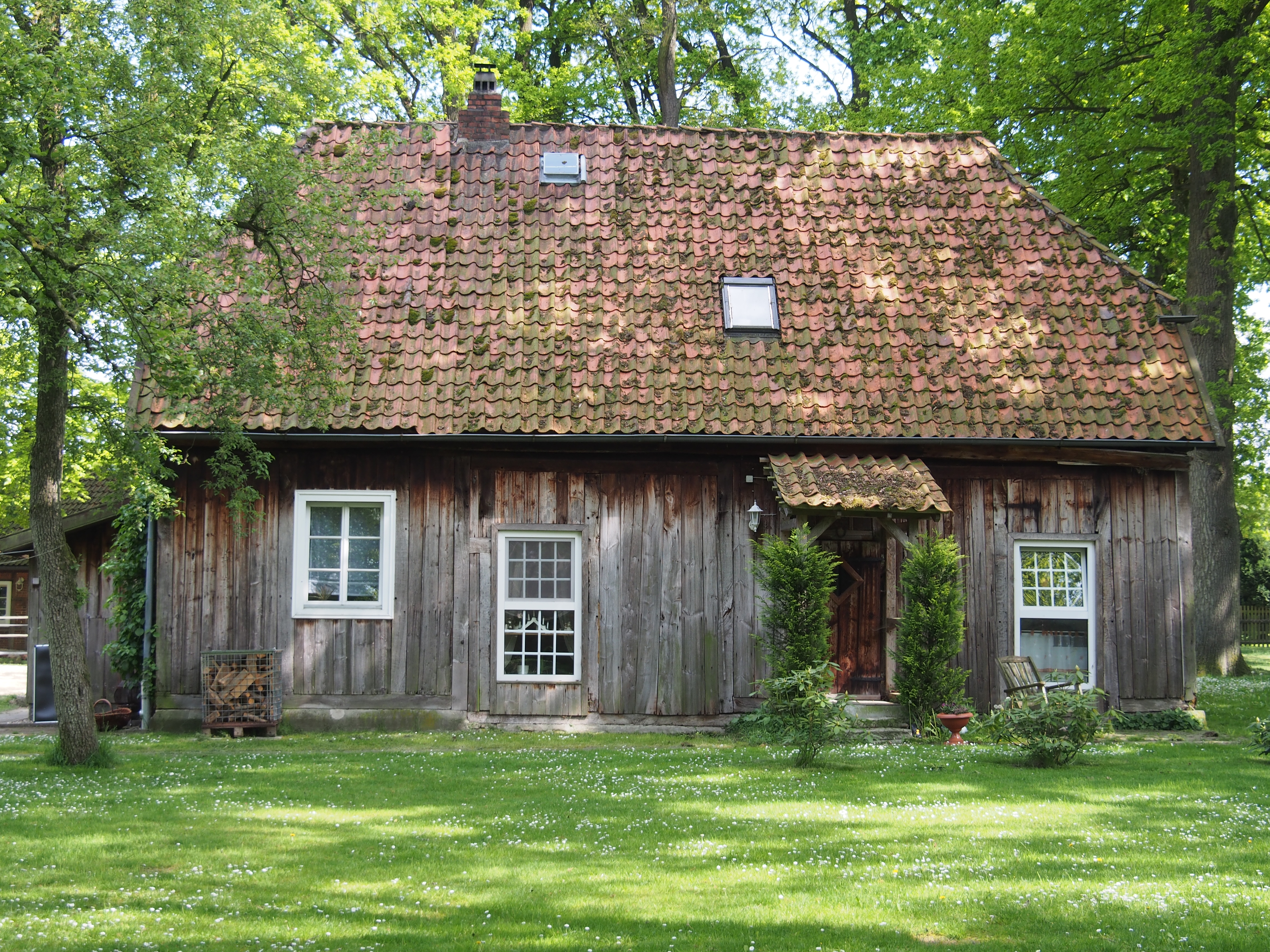
Häuslingshaus (denkmalgeschützt) in Bleckmar, Stadt Bergen (Landkreis Celle)

Ein Sonderfall des Gesindehauses ist das Kutscherhaus. Dort wohnten Kutscher und Stallknechte und dort standen Kutschen. In vielen Kutscherhäusern gab es auch Pferdeställe. 